# Kelley
|  | Per a altres significats, vegeu «Edgar Stillman Kelley». |

Kelley és una població del Comtat de Story a l'estat d'Iowa (Estats Units d'Amèrica).

## Demografia
Segons el cens del 2000, Kelley tenia 300 habitants, 109 habitatges, i 80 famílies. La densitat de població era de 413,7 habitants/km².
Dels 109 habitatges en un 41,3% hi vivien nens de menys de 18 anys, en un 63,3% hi vivien parelles casades, en un 8,3% dones solteres, i en un 25,7% no eren unitats familiars. En el 22% dels habitatges hi vivien persones soles el 6,4% de les quals corresponia a persones de 65 anys o més que vivien soles. El nombre mitjà de persones vivint en cada habitatge era de 2,75 i el nombre mitjà de persones que vivien en cada família era de 3,25.
Per edats la població es repartia de la següent manera: un 32,3% tenia menys de 18 anys, un 7,3% entre 18 i 24, un 38% entre 25 i 44, un 16,7% de 45 a 60 i un 5,7% 65 anys o més.
L'edat mediana era de 32 anys. Per cada 100 dones de 18 o més anys hi havia 91,5 homes.
La renda mediana per habitatge era de 54.375 $ i la renda mediana per família de 57.344 $. Els homes tenien una renda mediana de 31.964 $ mentre que les dones 22.000 $. La renda per capita de la població era de 17.574 $. Cap de les famílies i l'1% de la població estaven per davall del llindar de pobresa.

## Poblacions properes
El següent diagrama mostra les poblacions més properes.